# Флаг Рондонии
Флаг бразильского штата Рондония представляет собой прямоугольное полотнище, верхняя часть которого синего цвета. Нижняя часть двух цветов: площадь, очерченная линиями, идущими из нижних углов флага к его центру, зелёная, остальная часть — жёлтая. В центре флага расположена белая пятиконечная звезда.

## История
Флаг Рондонии, созданный Силвиу Карвалью Фейтозой, был отобран в ходе конкурса и учреждён 31 декабря 1981 года.

## Символика
Звезда символизирует сам штат, который сияет в небе (синий цвет) Бразилии (традиционные зелёный и жёлтый цвета).